# Diogenes pugilator
Diogenes pugilator (лат.) — вид десятиногих раков из надсемейства раков-отшельников Paguroidea.
Максимальная длина карапакса составляет 5,45 мм.

## Описание
Мелкий рак длиной до 30 мм, с изменчивой окраской, в которой преобладают серые и розовые цвета. В отличие от других десятиногих ракообразных, не имеет панциря, и, для защиты своего нежного тела, занимает пустые раковины брюхоногих моллюсков. Обычно живет в раковинах Nassa, Cerithium, а также Rapana. Головогрудный панцирь сзади расширен. Левая клешненосная нога намного больше и длиннее правой, пальцы по внутреннему краю с зубцами разной величины, концы пальцев известковые. Передний край головогрудного панциря имеет острые треугольные боковые выступы. Лобный край несёт слабо выраженный срединный зубец. Глазные стебельки с крупными глазными чешуйками. Наружный край глазных чешуек с шипиками. Между глазными стебельками располагается подвижный шип — глазной рострум, не превышающий вершину глазной чешуйки. Жгутик антенны короткий, несёт на себе перистые волоски. Скафоцериты короткого размера, с 4-5 шипами. Основания наружных ногочелюстей сближены между собой.

## Ареал

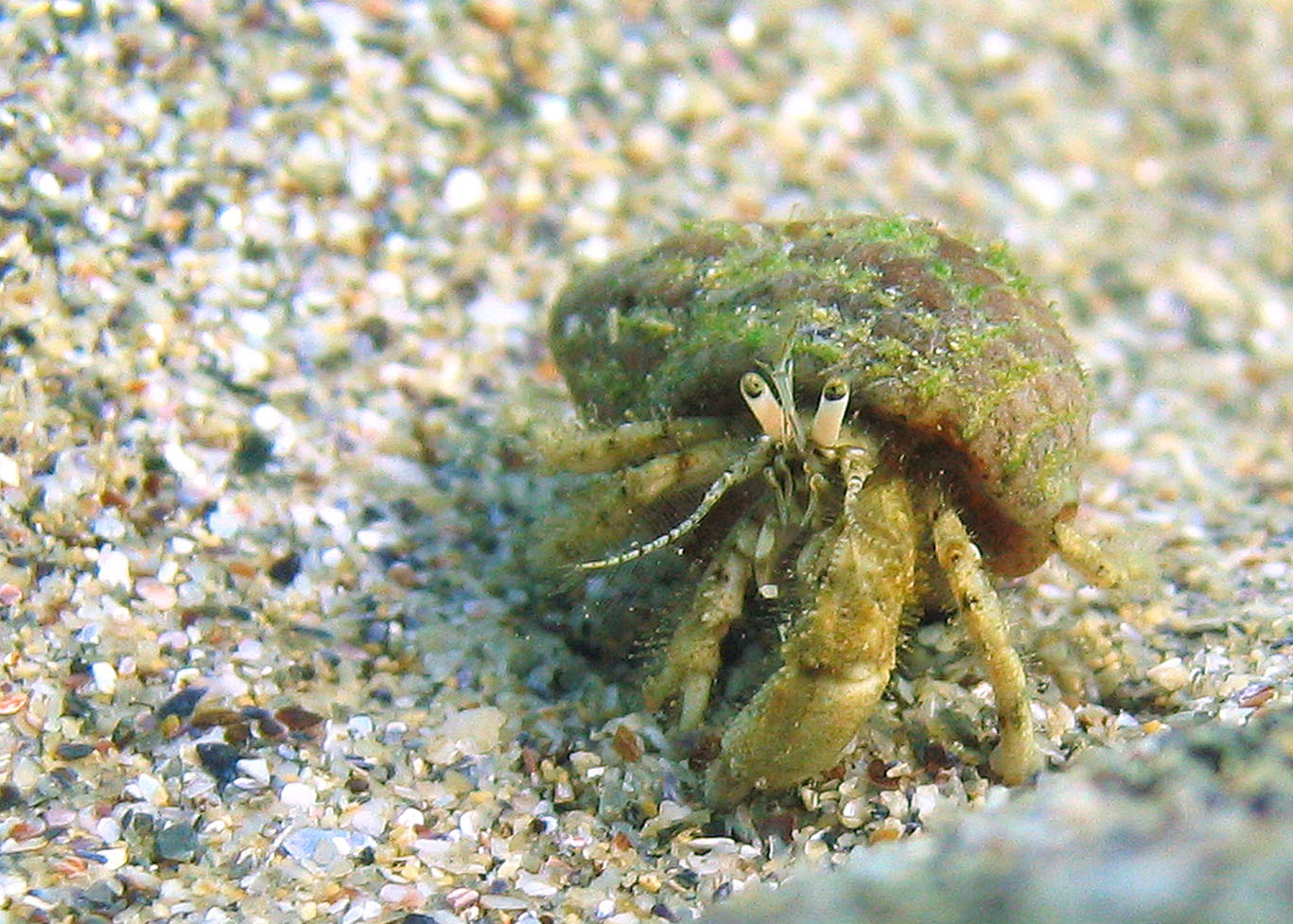

Распространён от Северного моря на юг до Анголы, Средиземное и Адриатическое моря. Обычен в прибрежной зоне Черного моря (до 40—42 м), встречается иногда в Азовском море.. В массовом количестве встречается в прибрежной зоне моря на мелководье.

## Биология
Падальщики, питаются отмершими животными и растительными остатками. Передвигается вместе со своим «домиком». После линьки старая раковина может оказаться малой по размеру и рак подыскивает себе новую, более крупную. Личинки — обычная и многочисленная форма планктона. Встречается с середины июня до конца октября.
Личиночных стадий — 4. Послеличиночная стадия имеет черты взрослой формы. Цвет светло-желтый с отдельными пигментными включениями.
Численность популяции D. pugilator обычно контролируется хищными крабами — Liocarcinus depurator.